# Graumöwe

Verbreitungs- (blau) und Brutgebiet (braun)

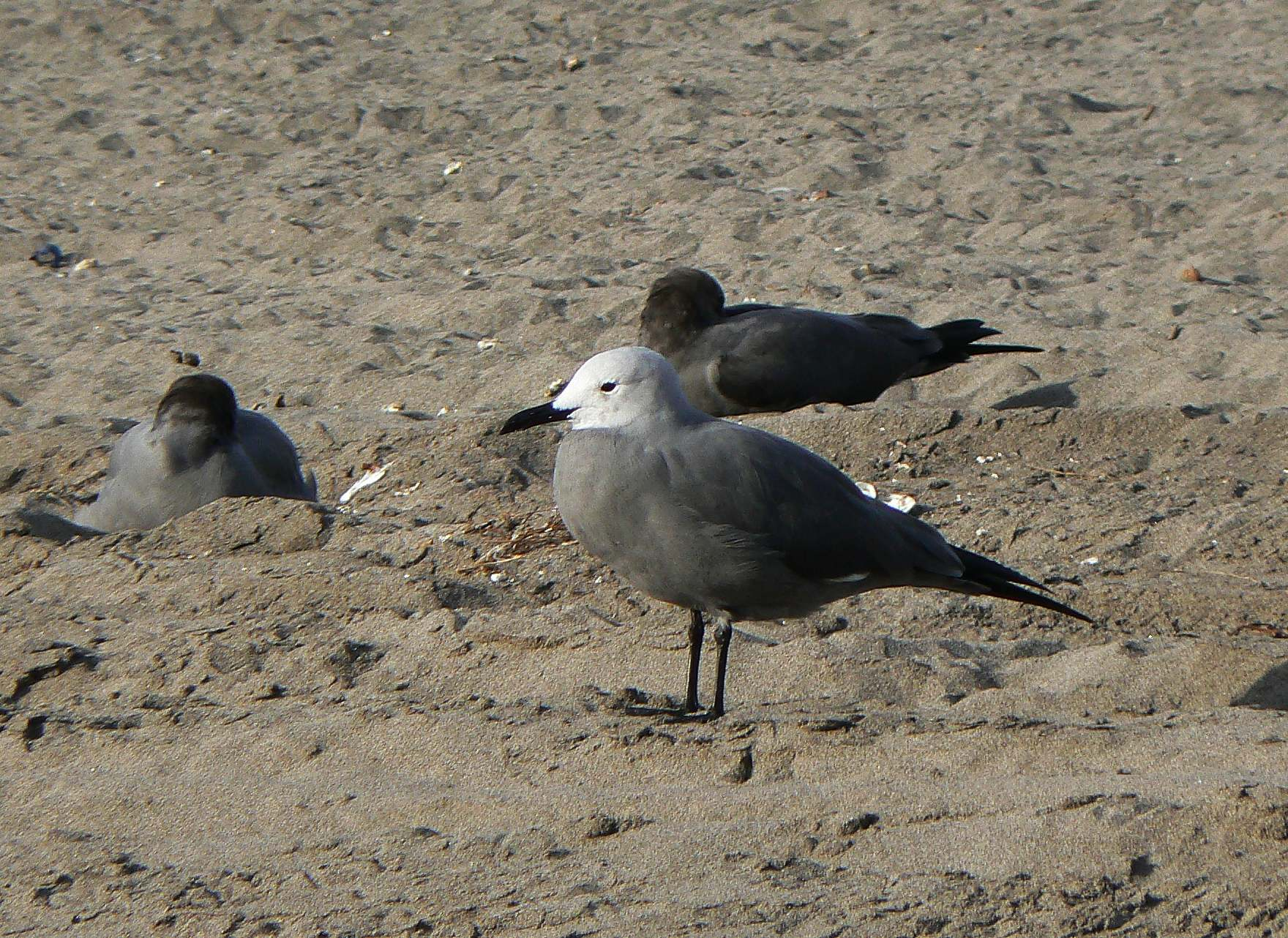
Ruhende Graumöwen

Die Graumöwe (Leucophaeus modestus, Syn.: Larus modestus) ist eine mittelgroße Vogelart innerhalb der Möwen. Ihr Brutgebiet liegt im Bereich der Atacamawüste im westlichen Südamerika. Außerhalb der Brutzeit ist sie dort entlang der Pazifikküste zu finden.
Wie mehrere andere subtropisch verbreitete Arten ist sie überwiegend dunkel- bis mittelgrau. Aufgrund der Ähnlichkeit wurde bislang meist eine nahe Verwandtschaft zur Heermannmöwe aus Niederkalifornien angenommen. Neuere genetische Befunde von 2005 bestätigen das nicht. Nach diesen wird die Heermannmöwe in die Gattung Larus, die Graumöwe in die Gattung Leucophaeus gestellt.

## Beschreibung
Die Graumöwe zählt mit etwa 45 cm Körperlänge zu den mittelgroßen Möwen. Sie wiegt zwischen 360 und 400 g. Adulte Vögel zeigen überwiegend bleigraues Körpergefieder; die Oberseite ist dunkler als die Unterseite. Im Brutkleid ist der Kopf hellgrau bis weißlich, im Winterkleid dunkelgrau. Schnabel und Füße sind schwarz, die Iris ist braun. Der Handflügel ist schwarz, der übrige Flügel oberseits dunkelgrau mit schwarzen Armschwingen. Diese und die inneren Handschwingen haben weiße Spitzen, die einen hellen Flügelhinterrand bilden. Der Schwanz trägt eine schwarze Subterminalbinde und hat ebenfalls einen hellen Hinterrand.

## Verbreitung und Lebensraum
Die Graumöwe brütet im nördlichen Chile und möglicherweise im südlichen Peru. Hier kommt sie in vegetationslosen Hochlandwüsten wie der Atacamawüste vor, die zwischen 35 und 100 km von der Küste entfernt liegen können. Ihre Nahrung sucht sie an Sandstränden des Pazifiks; felsige Bereiche meidet sie. Außerhalb der Brutzeit erstreckt sich das Verbreitungsgebiet vom Äquator südwärts bis in die südliche Mitte Chiles.

## Lebensweise
Die Graumöwe ernährt sich überwiegend von der recht kleinen Krabbenart Emerita analoga, die sie bei Ebbe watend im Litoral erbeutet. Weiterhin werden stoßtauchend Fische oder Nereiden gefangen. Erstere werden häufig als Nestlingsnahrung verwendet. Außerhalb der Brutzeit ist die Art in Häfen und im Gefolge von Fischkuttern zu finden.
Graumöwen brüten in sehr großen Kolonien mit bis zu 60.000 Nestern auf 5,5 km². Die Dichte beträgt etwa 1 Nest pro m². Die Brutzeit liegt zwischen November und Januar, die Eiablage erfolgt ab Mitte Dezember. In Jahren, in denen vermehrt das Wetterphänomen El Niño auftritt, brütet die Art nicht. Das Nest besteht aus einer flachen Mulde, die oft in der Nähe eines Felsblocks liegt. Das Gelege besteht aus 1–3, meistens aber zwei blassen, fast weißlichen Eiern, deren Oberfläche extrem verdunstungsarm ist. Es wird 28–31 Tage lang bebrütet. Während ein Partner den Tag über beim Gelege bleibt, fliegt der andere an die Küste zur Nahrungssuche. Es findet nur ein Nahrungsflug pro Tag statt. Der andere Partner fliegt nach Einbruch der Dunkelheit an die Küste und kehrt im Morgengrauen zurück. Die Jungen werden nach dem Schlupf mehrere Tage gehudert und entwickeln sich schneller als bei den meisten anderen Arten. Nach 40 Tagen verlassen sie den Brutplatz und begeben sich an die Küste.

## Bestand und Gefährdung
Der Weltbestand wird auf über 100.000 Brutpaare geschätzt und ist laut IUCN nicht gefährdet („least concern“). Denn obwohl der Bestand durch massives Sammeln von Eiern (teils bis zu 30.000 in einer Kolonie) im Rückgang begriffen ist, ist zu vermuten, dass in den entlegeneren Gegenden immer ein ausreichender Brutbestand verbleibt.